# Joey Didulica
Joseph (Joey) Anthony Didulica (Geelong, 14 oktober 1977) is een Australisch-Kroatische voormalig doelman. Tijdens zijn actieve carrière, sinds zijn verhuizing naar Europa in 1998, heeft hij onder andere voor Ajax en AZ in Nederland gespeeld. Op nationaal niveau speelde hij voor de U23 van Australië en voor het senior nationale team van Kroatië.

## Carrière als voetbaldoelman
De zoon van een Australische moeder van Kroatische afkomst en een vader uit Kroatië is geboren en getogen in Australië. Hij speelde er eerst met de North Geelong Warriors en daarna met de Melbourne Knights. Daarna werd Didulica verkocht aan Ajax. Daar kwam hij de eerste twee jaar niet aan keepen toe, reden waarom hij werd verhuurd aan de Belgische club Germinal Beerschot. Hier speelde hij slechts twee wedstrijden. Hij mocht weer terugkeren naar Ajax in Amsterdam, waar hij in twee seizoenen 20 wedstrijden speelde, met als hoogtepunt de UEFA Champions League-wedstrijd tegen Valencia CF. Hij werd vervolgens verkocht aan de Oostenrijkse club Austria Wien.
Na drie jaar in Oostenrijk te hebben gevoetbald, ging hij in 2006 terug naar Nederland. Hij tekende een contract voor vier seizoenen bij AZ. Op 22 oktober 2006 schoot PSV'er Jason Čulina in de laatste minuut van het duel AZ-PSV (1-3) tegen het hoofd van de keeper van AZ. Pas in 2008 kon hij weer in actie komen namens AZ, bij het beloftenelftal. Aan het begin van het seizoen 2008/2009 was hij weer fit. Toch gaf AZ-trainer Louis van Gaal de voorkeur aan de jonge Argentijn Sergio Romero. Didulica maakte zijn officiële rentree in het eerste elftal van AZ uiteindelijk pas op 21 januari 2009 tegen de amateurs van Achilles '29 (4e ronde KNVB Beker). In de competitie moest hij wachten tot 8 maart 2009 (NEC-AZ), nadat eerste keeper Romero op 5 maart geblesseerd was geraakt. Die sloeg zijn hand stuk tegen een kleedkamermuur na de verloren bekerwedstrijd AZ-NAC (KNVB Beker, kwartfinale).
Op 11 oktober 2011 beëindigde hij per direct zijn loopbaan.

## Carrière in het nationale team
Van 1998 tot 2000 speelde Didulica voor het voetbalelftal onder 23 van Australië. Hij zou ook deelnemen aan de Olympische Spelen in Sydney in 2000, maar moest zich afmelden vanwege een blessure. Hij werd nooit genomineerd voor het senior voetbalelftal van Australië. Tijdens zijn verblijf in Oostenrijk bij FK Austria Wenen werd Didulica geobserveerd door de Kroatische voetbalbond, waardoor hij besloot om in de toekomst voor het Kroatische voetbalelftal te gaan spelen. Hij speelde voor Kroatië in vier wedstrijden en maakte deel uit van de ploeg die deelnam aan het Europees kampioenschap 2004 in Portugal en het wereldkampioenschap 2006 in Duitsland. In oktober 2006 kondigde Didulica zijn ontslag aan uit het Kroatische nationale elftal, nadat hij daar geen regelmatige keeper was geweest.

## Carrière
| Seizoen                        | Land                           | Club                           | Competitie               | Wedstrijden | Goals |
| ------------------------------ | ------------------------------ | ------------------------------ | ------------------------ | ----------- | ----- |
| 1995/96                        | Australië                      | North Geelong Warriors         | Victorian Premier League | 1           | 0     |
| 1996/97                        | Australië                      | Melbourne Knights              | National Soccer League   | 21          | 0     |
| 1997/98                        | Australië                      | Melbourne Knights              | National Soccer League   | 22          | 0     |
| 1998/99                        | Australië                      | Melbourne Knights              | National Soccer League   | 17          | 0     |
| 1999/00                        | Nederland                      | Ajax                           | Eredivisie               | 0           | 0     |
| 2000/01                        | Nederland                      | Ajax                           | Eredivisie               | 0           | 0     |
| 2001/02                        | België                         | Germinal Beerschot             | Eerste klasse            | 2           | 0     |
| 2001/02                        | Nederland                      | Ajax                           | Eredivisie               | 9           | 0     |
| 2002/03                        | Nederland                      | Ajax                           | Eredivisie               | 8           | 0     |
| 2003/04                        | Oostenrijk                     | Austria Wien                   | Bundesliga               | 23          | 0     |
| 2004/05                        | Oostenrijk                     | Austria Wien                   | Bundesliga               | 33          | 0     |
| 2005/06                        | Oostenrijk                     | Austria Wien                   | Bundesliga               | 29          | 0     |
| 2006/07                        | Nederland                      | AZ                             | Eredivisie               | 7           | 0     |
| 2007/08                        | Nederland                      | AZ                             | Eredivisie               | 0           | 0     |
| 2008/09                        | Nederland                      | AZ                             | Eredivisie               | 8           | 0     |
| 2009/10                        | Nederland                      | AZ                             | Eredivisie               | 9           | 0     |
| 2010/11                        | Nederland                      | AZ                             | Eredivisie               | 5           | 0     |
| 2011/12                        | Nederland                      | AZ                             | Eredivisie               | 0           | 0     |
| Bijgewerkt tot 11 oktober 2011 | Bijgewerkt tot 11 oktober 2011 | Bijgewerkt tot 11 oktober 2011 | Totaal                   | 193         | 0     |

## Erelijst
Austria Wien
- Oostenrijks landskampioen

2006
 Ajax Amsterdam
- Kampioen van Nederland

2002
 AZ Alkmaar
- Kampioen van Nederland

2009
- Johan Cruijff Schaal

2009